# David Wilmot (politico)
David Wilmot (Bethany, 20 gennaio 1814 – Towanda, 16 marzo 1868) è stato un politico e giudice statunitense.

## Biografia
Ricoprì le cariche di Rappresentante e Senatore per la Pennsylvania, oltre quella di giudice della United States Court of Claims. Sostenitore della guerra messico-statunitense, durante i trattati di pace propose che nei territori acquisiti non dovesse «esistere né schiavitù né servitù involontaria». La cosiddetta Wilmot Proviso non riuscì a passare al Senato, ma su di essa si fondarono il partito Free Soil Party e più tardi quello Repubblicano.
Morì all'età di 54 anni nel marzo 1868.